# Jean Varloot
Jean Varloot, né le 14 octobre 1913 et mort le 5 septembre 2001, est un linguiste et théoricien de la littérature français.

## Carrière
Varloot était professeur agrégé au Lycée Charlemagne à Paris, puis chercheur et enfin directeur de recherche au Centre national de la recherche scientifique (CNRS). Sa vie universitaire s'est consacrée à des activités d'édition principalement sur Diderot et le  XVIIIe siècle. Varloot publié avec Herbert Dieckmann et Jacques Proust, l'édition critique des œuvres de Diderot qui fait autorité, connue sous le nom DPV (Dieckmann / Varloot / Proust), publiée depuis 1975 à Paris.
Il fut resistant FFI pendant la deuxième guerre mondiale.

## Publications
- Montesquieu, Lettres persanes. Le temple de Gnide, Paris 1949
- Diderot, Textes choisis, Paris 1952-1962
- Diderot, Correspondance, 16 Bde., Paris 1955-1970
- Voltaire, L'Ingénu. Anecdotes sur "Bélisaire", Paris 1955, 1975
- Diderot, Œuvres complètes, 25 Bde., Paris 1975-2004
- La Correspondance littéraire de Grimm et de Meister (1754-1813). Actes du colloque de Sarrebruck 22-24 février 1974, Paris 1976
- L'Année 1768 à travers la presse traitée par ordinateur, Paris 1981
- Buffon, Histoire naturelle. Textes choisis, Paris 1984, 1992
- Diderot, Lettres à Sophie Volland, Paris 1984, 1990
- Du baroque aux lumières. Pages à la mémoire de Jeanne Carriat, Mortemart 1986
- Rousseau, Discours sur les sciences et les arts. Lettre à d'Alembert sur les spectacles, Paris 1987
- Diderot, Sur le vif. Lettres, Paris 1994
- Diderot, Œuvres complètes. Édition critique et annotée, publiée sous la direction de Herbert Dieckmann, Jean Fabre et Jacques Proust; avec les soins de Jean Varloot, Paris 1975